# Heinrich Weber
Heinrich Weber (Altena, 21 gennaio 1900 – Kassel, 22 gennaio 1977) è stato un calciatore tedesco, di ruolo difensore.